# Summertime (canción de Bridgit Mendler)
«Summertime» —en español: «Verano»— es una canción interpretada por el artista pop de discográfica estadounidense Bridgit Mendler para el lanzamiento en Norteamérica de la película Karigurashi no Arriety. La canción fue escrita por Mendler y lanzada el 2 de febrero de 2012.

## Antecedentes
La canción se estrenó en Radio Disney el 1 de febrero, con su lanzamiento en iTunes el 2 de febrero de 2012. En una entrevista con Kidzworld acerca de lo que trata la canción, Mendler, dijo: «No se basa en la experiencia personal, pero creo que el verano entero, tipo de cosas alegres, inocentes era fácil identificarse para la película y algo que les gustaba. La película trata de las imágenes y hay algunas buenas imágenes en esa canción».

## Vídeo musical
El vídeo musical se estrenó en Disney Channel el 10 de enero. Fue dirigido por Art Spigel, director de los Disney Channel Games, y fue filmado en locación en Disney Golden Oak Ranch en Los Ángeles, California.

## Lista de canciones
- EE.UU. / Descarga Digital[3]

1. «Summertime» (Descarga digital) – 3:19

## Historial del lanzamiento
| País           | Fecha                | Formato          | Discográfica        |
| -------------- | -------------------- | ---------------- | ------------------- |
| Estados Unidos | 2 de febrero de 2012 | Descarga digital | Walt Disney Records |